# Passiflora nuriensis
Passiflora nuriensis Steyerm. – gatunek rośliny z rodziny męczennicowatych (Passifloraceae Juss. ex Kunth in Humb.). Występuje endemicznie we wschodniej Wenezueli. 

## Morfologia
PokrójZdrewniałe, trwałe, nagie liany.
LiścieOwalne, skórzaste. Mają 8–14 cm długości oraz 3–5 cm szerokości. Całobrzegie, z ostrym wierzchołkiem. Ogonek liściowy jest owłosiony i ma długość 10–20 mm. Przylistki są nietrwałe.
KwiatyPojedyncze. Działki kielicha są podłużnie lancetowate, różowawe, mają 2,2 cm długości. Płatki są podłużne, mają 1,6–1,8 cm długości. Przykoronek ułożony jest w jednym rzędzie, ma 3–5 mm długości.